# Judo op de Pan-Amerikaanse Spelen 2011
Judo is een van de sporten die beoefend werden tijdens de Pan-Amerikaanse Spelen 2011 in Guadalajara, Mexico. Het toernooi in het CODE II Gymnasium begon op 26 oktober en eindigde op 29 oktober. Aan het evenement deden in totaal 136 judoka's uit 17 landen deel.

## Medaillewinnaars

### Mannen
| Gewichtsklasse             | Goud              | Zilver            | Brons                  |
| -------------------------- | ----------------- | ----------------- | ---------------------- |
| Extra-lichtgewicht – 60 kg | Felipe Kitadai    | Nabor Castillo    | Juan Postigos          |
| Extra-lichtgewicht – 60 kg | Felipe Kitadai    | Nabor Castillo    | Aaron Kunihiro         |
| Half-lichtgewicht – 66 kg  | Leandro Cunha     | Kenneth Hashimoto | Anyelo Gomez           |
| Half-lichtgewicht – 66 kg  | Leandro Cunha     | Kenneth Hashimoto | Ricardo Valderrama     |
| Lichtgewicht – 73 kg       | Bruno Mendonça    | Alejandro Clara   | Nicholas Tritton       |
| Lichtgewicht – 73 kg       | Bruno Mendonça    | Alejandro Clara   | Ronald Girones         |
| Halfmiddengewicht – 81 kg  | Leandro Guilheiro | Gadiel Miranda    | Antoine Valois-Fortier |
| Halfmiddengewicht – 81 kg  | Leandro Guilheiro | Gadiel Miranda    | Emmanuel Lucenti       |
| Middengewicht – 90 kg      | Tiago Camilo      | Asley Gonzalez    | Alexandre Emond        |
| Middengewicht – 90 kg      | Tiago Camilo      | Asley Gonzalez    | Isao Cardenas          |
| Halfzwaargewicht – 100 kg  | Luciano Corrêa    | Oreidis Despaigne | Cristian Schmidt       |
| Halfzwaargewicht – 100 kg  | Luciano Corrêa    | Oreidis Despaigne | Sergio García          |
| Zwaargewicht + 100 kg      | Óscar Brayson     | Rafael Silva      | Luis Salazar           |
| Zwaargewicht + 100 kg      | Óscar Brayson     | Rafael Silva      | Ramón Flores           |

### Vrouwen
| Gewichtsklasse             | Goud               | Zilver            | Brons             |
| -------------------------- | ------------------ | ----------------- | ----------------- |
| Extra-lichtgewicht – 48 kg | Paula Pareto       | Dayaris Mestre    | Angela Woosley    |
| Extra-lichtgewicht – 48 kg | Paula Pareto       | Dayaris Mestre    | Sarah Menezes     |
| Half-lichtgewicht – 52 kg  | Yanet Bermoy       | Érika Miranda     | Yulieth Sanchez   |
| Half-lichtgewicht – 52 kg  | Yanet Bermoy       | Érika Miranda     | Aaron Kunihiro    |
| Lichtgewicht – 57 kg       | Yurisleidy Lupetey | Rafaela Silva     | Joliane Melançon  |
| Lichtgewicht – 57 kg       | Yurisleidy Lupetey | Rafaela Silva     | Hana Carmichael   |
| Halfmiddengewicht – 63 kg  | Yaritza Abel       | Karina Acosta     | Christal Ransom   |
| Halfmiddengewicht – 63 kg  | Yaritza Abel       | Karina Acosta     | Stéfanie Tremblay |
| Middengewicht – 70 kg      | Onix Cortés        | Yuri Alvear       | María Pérez       |
| Middengewicht – 70 kg      | Onix Cortés        | Yuri Alvear       | Maria Portela     |
| Halfzwaargewicht – 78 kg   | Kayla Harrison     | Catherine Roberge | Yalennis Castillo |
| Halfzwaargewicht – 78 kg   | Kayla Harrison     | Catherine Roberge | Mayra Aguiar      |
| Zwaargewicht + 78 kg       | Idalys Ortiz       | Melissa Mojica    | Maria Altheman    |
| Zwaargewicht + 78 kg       | Idalys Ortiz       | Melissa Mojica    | Vanessa Zambotti  |

## Medaillespiegel
| Plaats | Land             | Goud | Zilver | Brons | Totaal |
| 1      | Brazilië         | 6    | 3      | 4     | 13     |
| 2      | Cuba             | 6    | 3      | 3     | 12     |
| 3      | Verenigde Staten | 1    | 1      | 5     | 7      |
| 4      | Argentinië       | 1    | 1      | 2     | 4      |
| 5      | Mexico           | 0    | 2      | 4     | 6      |
| 6      | Puerto Rico      | 0    | 2      | 2     | 4      |
| 7      | Canada           | 0    | 1      | 5     | 6      |
| 8      | Colombia         | 0    | 1      | 1     | 2      |
| 9      | Peru             | 0    | 0      | 1     | 1      |
| 9      | Venezuela        | 0    | 0      | 1     | 1      |
| Totaal | Totaal           | 14   | 14     | 28    | 56     |